# Rött hav
Rött hav (engelska Crimson Tide) är en amerikansk action-thriller från 1995 i regi av Tony Scott med Denzel Washington och Gene Hackman i huvudrollerna. Filmen hade Sverigepremiär den 4 augusti 1995.

## Handling
Ett politiskt instabilt Ryssland resulterar i att den amerikanska ubåten USS Alabama (SSBN-731) bestyckad med kärnvapen skickas ut för en så kallad "rutinberedskap". Ryska rebeller befaras ha kommit över kärnvapenbestyckade interkontinentala ballistiska robotar och utgör ett direkt hot mot USA. 
När meddelande om högsta beredskap mottas på USS Alabama uppstår en mycket spänd stämning mellan de högsta befälen sekonden Ron Hunter (Denzel Washington) och  fartygschefen Frank Ramsey (Gene Hackman). Stämningen blir än mer intensiv när de inser att det andra krigsavgörande meddelandet är ofullständigt (!). 
Vad ska de göra, avbryta avfyrningen (enligt Hunter) eller fullfölja enligt gällande instruktion (enligt Ramsey) och därmed riskera att starta ett nytt världskrig?

## Rollista (i urval)
- Denzel Washington - Örlogskapten Ron Hunter, sekond
- Gene Hackman - Kommendör Frank Ramsey, fartygschef
- Matt Craven -  Roy Zimmer, kommunikationsofficer
- George Dzundza - Båtchef (eng. COB - Chief of the boat)
- Viggo Mortensen - Löjtnant Peter "Weps" Ince
- James Gandolfini - Löjtnant Bobby Dougherty, logistikofficer, (eng. Supply officer), USS Alabama
- Rocky Carroll - Löjtnant Darik Westergard
- Steve Zahn - William Barnes